# 라나리아
라나리아(lanaria, 학명: Lanaria lanata 라나리아 라나타[*])는 비짜루목의 단형 과인 라나리아과(Lanaria科, 학명: Lanariaceae 라나리아케아이[*])의 단형 속인 라나리아속(Lanaria屬, 학명: Lanaria 라나리아[*])에 속하는 유일한 종이다. 원산지는 남아프리카 공화국이다.

## 사진

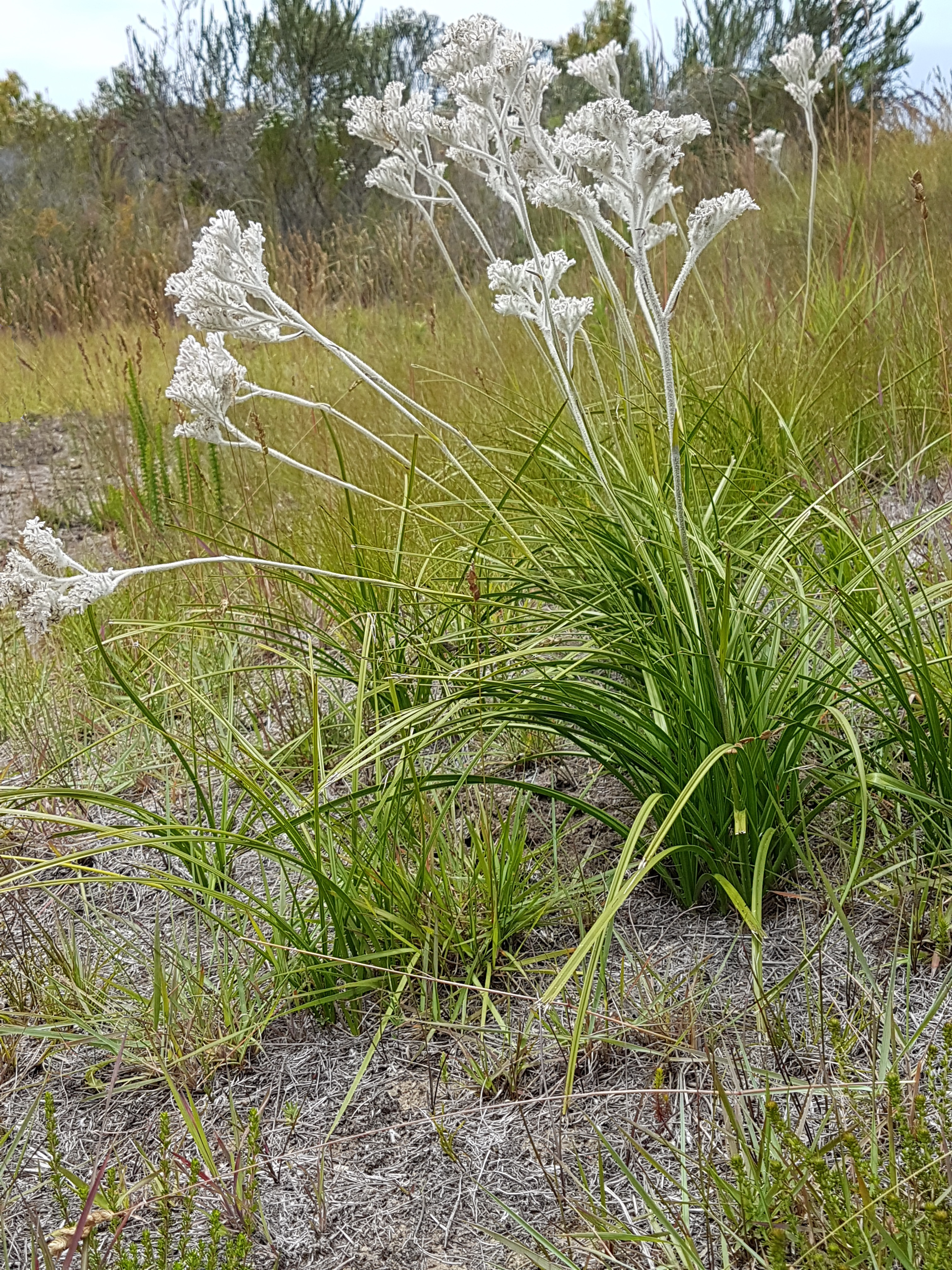
라나리아
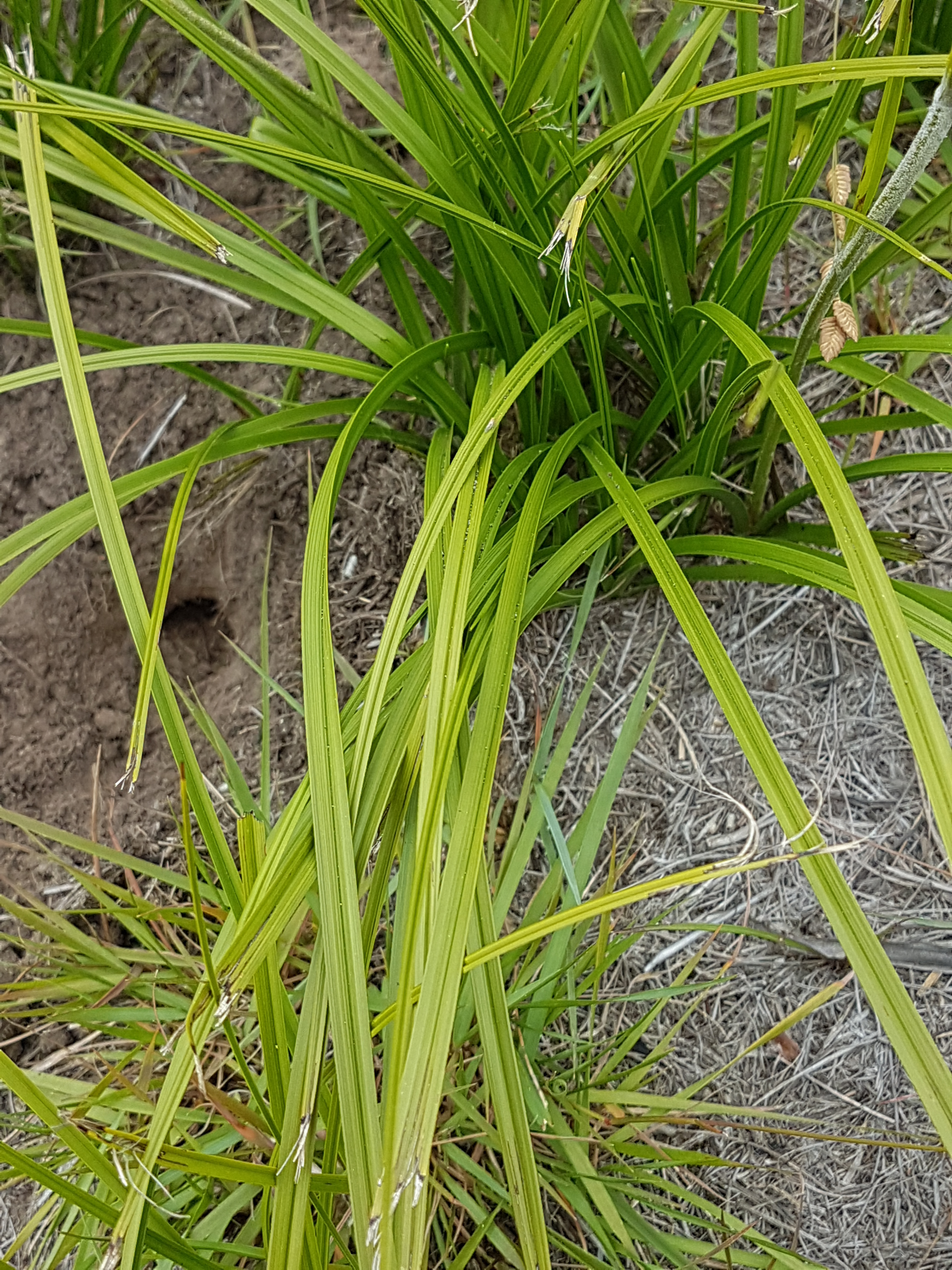
잎
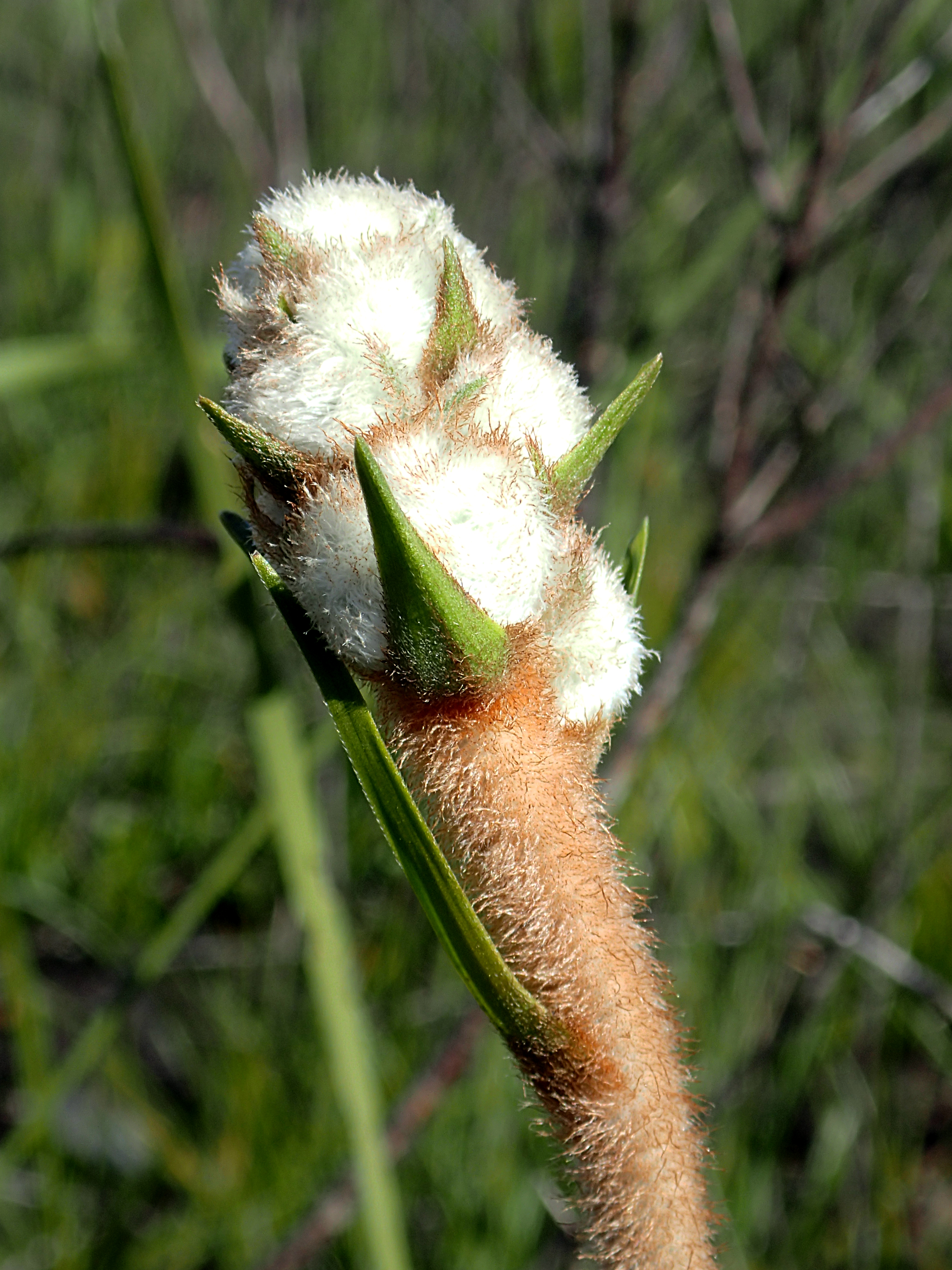
꽃봉오리
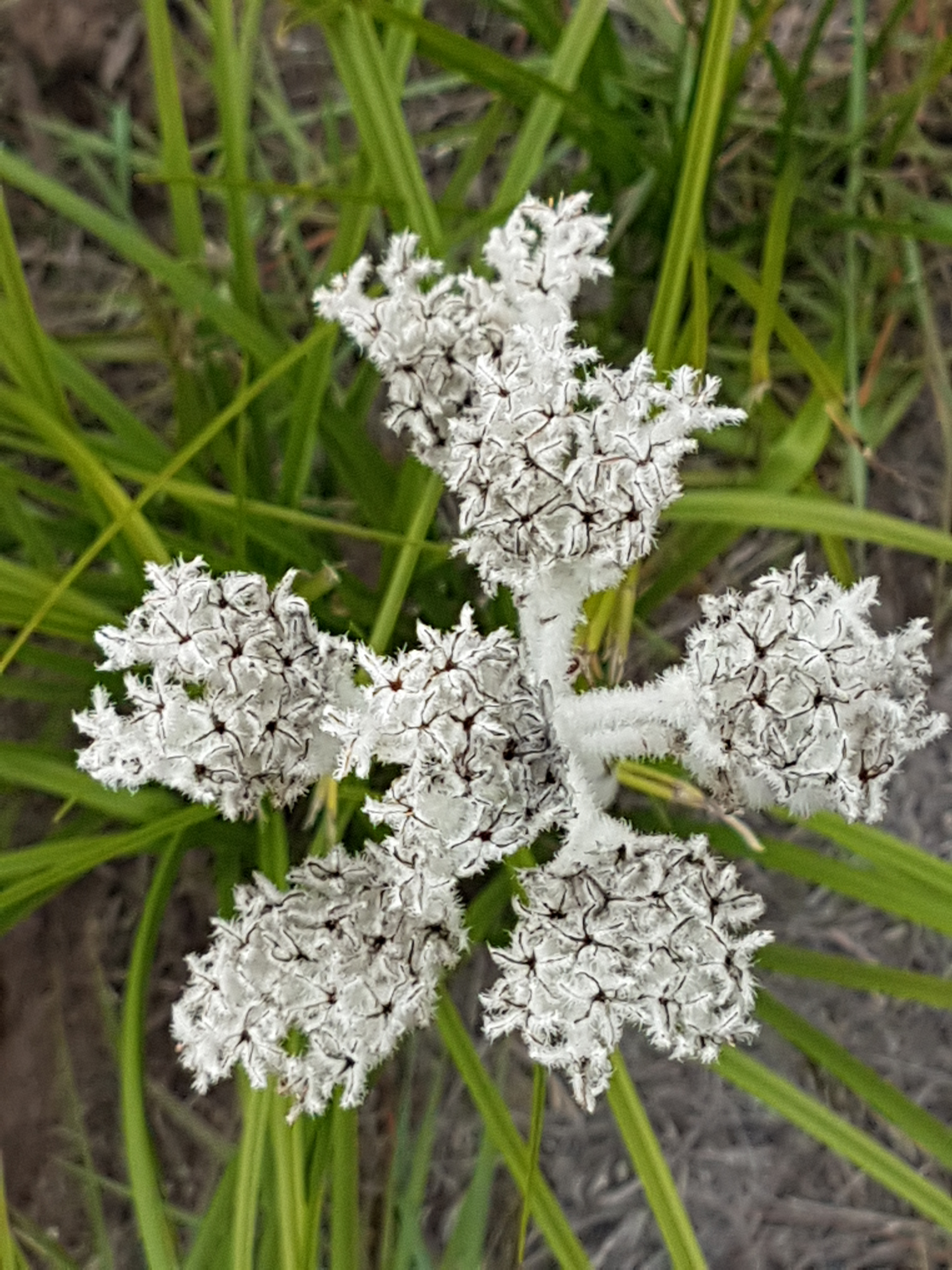
꽃
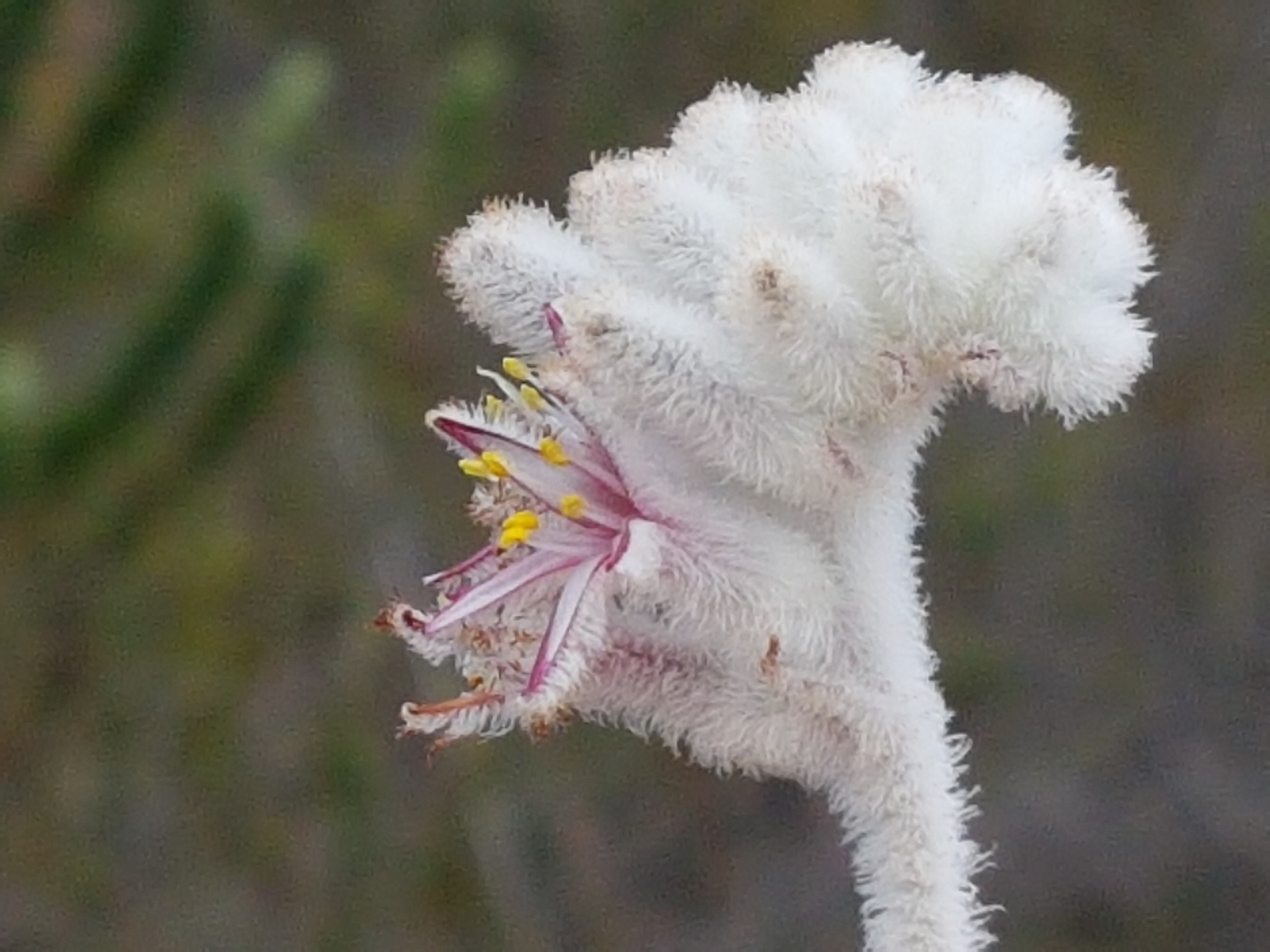
꽃 (옆모습)